# Japonska kamelija
Japonska kamelija (znanstveno ime Camellia japonica), je listnato drevo iz družine čajevk, ki je domorodno v Koreji, Kitajski in na Japonskem.

## Opis
Ime je rod teh rastlin Linne poimenoval po znanem gojitelju rastlin, jezuitu Camellusu, in ne po češkem misijonaru Juriju Kamelu, ki je rastlino prvi prinesel v Evropo, kot pogosto napačno razlagajo viri.
Japonska kamelija zraste do 12 metrov visoko, dokončno pa dozori šele v dvajsetem letu starosti. Listi so usnjati in ovalni, njihov rob pa je zobčasto narezan. Po zgornji strani so svetleče temno zelene barve, po spodnji strani pa so svetlejših odtenkov in niso svetleči. Cvetovi imajo pet zelenih čašnih listov, ki so obdani z ovršnimi listi. Tem proti notranjosti cveta sledi pet venčnih listov ter številni prašniki. Barva cvetov je zelo različna od bele do temno rožnate barve.
Iz oplojenih cvetov se razvijejo tridelni oleseneli plodovi.

## Razširjenost in uporabnost
Japonska kamelija uspeva na dobro namočenih svežih tleh, bogatih s hranilnimi snovmi, v katerih je malo apnenca. Najbolje uspeva v zmernem podnebju. Razmnožuje se s cepljenjem na divjake ter z grebenicami. Zaradi lepih cvetov to drevo gojijo kot okrasno drevo.